# Белоконь, Юрий Николаевич (химик)
Юрий Николаевич Белоконь (9 ноября 1938, Москва) — советский и российский химик-органик, доктор химических наук (1980), профессор, главный ведущий сотрудник лаборатории Асимметрического катализа ИНЭОС РАН им. А. Н. Несмеянова (2009). Обладатель премии Декарта (2001) в составе команды Майкла Норта (англ. Michael North), координатор проекта).

## Биография
Белоконь Юрий Николаевич родился 9 ноября 1938 года в г. Москва, СССР. В 1960 году окончил ИНХ им. Губкина (диплом с отличием).
1960—1962 гг. — старший лаборант, а затем и младший научный сотрудник ИНХС АН СССР.
С 1962 года начал работать в качестве младшего научного сотрудника в ИНЭОС АН СССР в лаборатории Металлоорганических соединений, которая с марта 1962 года стала лабораторией Синтеза пищевых веществ. Начиная с 1971 года работает там же в качестве старшего научного сотрудника, но до этого 28 февраля 1967 года защищает кандидатскую диссертацию, а в июле 1980 года и докторскую диссертацию.
С декабря 1986 года являлся ведущим научным сотрудником ИНЭОС АН СССР и уже в 1990 году стал заведующим лаборатории ГРЭОС (Гомолитических реакций элементоорганических соединений)
В 2000 г. на базе все той же лаборатории Гомолитических реакций элементоорганических соединений, руководимой с 1954 по 1986 гг. чл.-корреспондентом АН СССР Р. Х. Фрейдлиной, была создана лаборатория Асимметрического катализа (ЛАК) и с 2000 по 2009 гг. её заведующим был д.х.н. Ю. Н. Белоконь.
2009 год — Юрий Николаевич Белоконь переходит на должность главного научного сотрудника ЛАК, где и продолжает свою научную деятельность по сей день.
2001 год ознаменовался для Юрия Николаевича Белоконя получением премии Декарта совместно с профессорами Нортом (Michael North), Каганом (Henri B. Kagan), Сагияном (Ashot Saghiyan Архивная копия от 11 ноября 2013 на Wayback Machine), Розенберг (Rozenberg), Брауном (Brown) и Бёрнером (Armin Börner Архивная копия от 11 ноября 2013 на Wayback Machine)..

## Труды
Юрий Николаевич Белоконь — автор огромного количества статей и патентов, причем как в российских, так и зарубежных журналах (совместно с иностранными коллегами).
Среди наиболее известных достижений стоит отметить асимметрический синтез аминокислот по Белоконю. Также были разработаны широко применяемые хиральные катализаторы: титан-саленовые, ванадий-саленовые и биядерные гетеробиметаллические титан-ванадий-саленовые. На основе этих катализаторов удалось создать наиболее эффективный метод асимметрического присоединения цианидов к альдегидам. Профессор Белоконь также сделал большой вклад в развитие трейсеров для позитронно-эмиссионной томографии.
Здесь приведен лишь небольшой список печатных работ под его руководством в лаборатории Асимметрического катализа в период за 2006 по 2010 год:
- Y. Belokon, A. Blacker, L. Clutterbuck, D. Hogg, M. North, C. Reeve «An Asymmetric, Chemo-Enzymatic Synthesis of O-Acetrylcyanohydrins» Eur. J. Org. Chem., 2006, 4609-4617. doi: 10.1002/ejoc.200600467
- Y. Belokon, E. Ishibashi, H. Nomura, M. North «Cyanide Ion Cocatalysis in Ti(salen) catalysed Asymmetric Cyanohydrin Carbonate Synthesis» Chem.Commun., 2006, 1775—1777. doi: 10.1039/B602156E
- Y. Belokon, D. Chusov, D. Borkin, L. Yashkina, A. Dmitriev, D. Katayev, M. North «Chiral Ti(IV) Complexes of Hexadentate Schiff’s Bases as Precatalysts for the Asymmetric Addition of TMSCN to Aldehydes and the Ring Opening of Cyclohexane Oxide» Tetrahedron: Asymmetry, 2006, 17, 2328—2333. doi: 10.1016/j.tetasy.2006.08.009
- Ю. Н. Белоконь, В. И. Малеев, И. Л. Мальфанов, Т. Ф. Савельева, Н. С. Иконников, А. Г. Булычев, Д. Л. Усанов, Д. А. Катаев, М. Норт «Анионные хиральные комплексы кобальта(III) — катализаторы асимметрического синтеза цианогидринов» Изв. РАН, Сер. Хим., 2006, No 5, 793—796.
- Y. Belokon, V. Maleev, M. North, D. Usanov «VO(salen)X catalysed asymmetric cyanohydrin synthesis: an unexpected influence of the nature of anion X on the catalytic activity» Chem. Comm., 2006, 4614-4616. doi: 10.1039/B609591G
- Ю. Н. Белоконь, В. И. Малеев, М. А. Москаленко, С. Ч. Гагиева, А. С. Перегудов, К. А. Лысенко, В. Н. Хрусталев, А. Т. Цалоев, З. Т. Гугкаева «Бис-(R,R)-ТАДДОЛы — новое поколение хиральных полиядерных кислот Бренстеда — органических катализаторов образования связей С-С» Изв. РАН, сер. хим.,2007, No 8, 1451—1458.
- T.J.R. Achard, Y.N. Belokon, J. Hunt, M. North, F. Pizzato «Diastereoselective Darzens condensations» Tetrahedron Lett., 2007,48, 2961—2964. doi: 10.1016/j.tetlet.2007.03.010
- T.J.R. Achard, Y.N. Belokon, M. Ilyin, M. Moskalenko, M. North, F. Pizzato «Enantio- and diastereoselective Darzens condensations» Tetrahedron Lett., 2007,48, 2965—2969. doi: 10.1016/j.tetlet.2007.03.009

## Награды и звания
Обладатель премии Декарта в составе команды М. Норта (2001).